# Anton Potočnik
Anton Potočnik [ánton potóčnik], slovenski fizik, * 17. junij 1984, Celje.

## Življenje in delo
Po uspešno opravljeni gimnaziji Lava v Celju (1999 - 2003) je nadaljeval šolanje na Fakulteti za Matematiko in Fiziko v Ljubljani (2003 - 2007), smer naravoslovna fizika. Leta 2007 je diplomiral z diplomskim delom z naslovom "Eksperimenti z umetnimi migetalkami". Doktorski študij je opravljal na isti fakulteti, kjer je tudi doktoriral leta 2013 z naslovom disertacije "Magnetna resonanca molekularnih superprevodnikov na meji z antiferomagnetnim Mott-izolatorskim stanjem" pod mentorstvom  Denisa Arčona.
Od leta 2008 je redno zaposlen na  Institutu "Jožef Stefan", na oddelku za fiziko trdne snovi. Področje njegovega delovanja je raziskovanje normalnih ter superprevodnih lastnosti neobičajnih superprevodnikov, kot so  fulereni dopirani z alkalijskimi kovinami, s tehnikami jedrske magnetne resonance (JMR) in elektronske paramagnetne resonance (EPR) pri ambientnem in visokih hidrostatskih tlakih. Z visokotlačno JMR celico je bil postavljen slovenski rekord v meritvah pri visokih hidrostatskih tlakih z velikostjo 2 GPa.
V prostem času trenira karate (črni pas), aikido, plezanje ter salso.